# Une belle fille comme moi
 (avril 2025).
Si vous disposez d'ouvrages ou d'articles de référence ou si vous connaissez des sites web de qualité traitant du thème abordé ici, merci de compléter l'article en donnant les références utiles à sa vérifiabilité et en les liant à la section « Notes et références ».
Pour plus de détails, voir Fiche technique et Distribution.
Une belle fille comme moi est un film français réalisé par François Truffaut, sorti en 1972.

## Synopsis
Stanislas Prévine souhaite écrire une thèse de sociologie sur les femmes criminelles, il se rend en prison où il rencontre pour une série d'interviews Camille Bliss soupçonnée du meurtre d'un de ses amants. Camille raconte alors dans une série de flashbacks comment son père est mort (à la suite d'une dispute, elle lui a soustrait l'échelle qui lui permettait d'accéder à l'étage supérieur d'une grange), puis comment elle s'est évadée de la maison de redressement dans laquelle elle avait été placée : en faisant du stop elle rencontre Clovis Bliss qui la recueille et la cache dans son garage, ne souhaitant pas la présenter à sa mère qui le terrorise. Camille, lasse de la situation, surgit un jour dans la cuisine et fait croire qu'elle est enceinte de Clovis. Le chantage fonctionne et ils se marient. Ils s'enfuient ensuite de la maison maternelle avec une partie des économies de la mère, Camille a préparé un piège mortel à l'aide du four à pain pour la mère de Clovis. 
Elle fait ensuite la rencontre de Sam Golden, un musicien qui fait l'amour en passant des disques de bruitage de Formule 1, Murenne, un avocat véreux qui cherche à la faire chanter, et Arthur, un mystérieux célibataire à la fois intégriste catholique et dératiseur. Camille couche donc alternativement avec son mari et ses trois amants. Clovis, qui soupçonne Camille de la tromper avec Arthur, la surprend dans la maison que ce dernier était chargé de dératiser. À ce moment Murenne entre, les deux hommes se battent. Camille les assomme, puis ouvre le gaz et s'enfuit. Le lendemain matin Camille a une vision d'horreur : dans son lit reposent bien vivants Clovis et Murenne. C'est Arthur qui est arrivé à temps pour les sauver. Il réprimande Camille et lui explique qu'il n'y a qu'un seul moyen d'obtenir la rédemption : le suicide. Arthur emmène Camille en haut de la tour de la cathédrale Saint-Nazaire de Béziers. « Fermons les yeux, on saute ensemble » dit Arthur qui saute et se tue. Camille qui n'a pas sauté est alors soupçonnée de l'avoir poussé et est emprisonnée pour meurtre.
Durant toutes ces interviews, Stanislas devient amoureux de Camille, cela au grand dam de sa secrétaire qui avait des visées sur lui. Cherchant à l'innocenter, il finit par trouver le film d'un jeune amateur montrant la scène du suicide telle qu'elle a vraiment eu lieu. Camille, libre, devient chanteuse à succès. Stanislas la courtise, mais un jour Clovis les surprend dans les coulisses. Stanislas est assommé et Camile tue Clovis plaçant l'arme du crime dans la main de Stanislas. Ce dernier est donc incarcéré.
Emprisonné, Stanislas a alors une idée : obtenir des aveux de Camille faute de quoi le stratagème qui a abouti à la mort de sa belle-mère sera révélé. L'idée semble bonne et il en fait part à son avocat, Marchal. Mais quelque temps après, à la télévision de la prison Stanislas voit un reportage montrant Camille aux bras de Marchal, lequel explique que la bâtisse où vécut la mère de Clovis va être détruite afin de construire une piscine. La preuve du crime de Camille est ainsi détruite. Et le film se termine sur un Stanislas désespéré tandis qu'on entend la chanson de Rina Ketty : J'attendrai.

## Fiche technique
- Titre : Une belle fille comme moi
- Réalisation : François Truffaut
- Scénario : Jean-Loup Dabadie et François Truffaut, d'après le roman d'Henry Farrell, Such a gorgeous kid like me
- Musique : Georges Delerue
- Décors : Jean-Pierre Kohut-Svelko, assisté de Jean-François Stévenin
- Costumes : Monique Dury
- Photographie : Pierre-William Glenn
- Montage : Yann Dedet
- Production : Marcel Berbert
- Directeur de production : Claude Miller
- Société de production : Les Films du Carrosse
- Pays d'origine :  France
- Format : couleur - 1.37 - 35 mm - son Mono
- Genre : comédie dramatique
- Durée : 98 minutes
- Date de sortie : 13 septembre 1972 (France)
- Affiche : Michel Landi (France)

## Distribution
- Bernadette Lafont : Camille Bliss
- André Dussollier : Stanislas Prévine
- Claude Brasseur : Me Murene
- Charles Denner : Arthur
- Guy Marchand :  Sam Golden
- Anne Kreis : Hélène
- Philippe Léotard : Clovis Bliss
- Danièle Girard : Florence Golden
- Gilberte Géniat : Isobel Bliss
- Michel Delahaye : Me Marchal
- Martine Ferrière : la secrétaire de la prison
- Annick Fougery : l'institutrice
- Jérôme Zucca : l'enfant cinéaste amateur
- Gaston Ouvrard : le vieux gardien de prison
- Jacob Weizbluth : Alphonse
- Marcel Berbert : le libraire

## Autour du film
- En 1971, Truffaut propose à son co-scénariste Jean-Loup Dabadie d'engager Claude Jade pour jouer Camille Bliss mais la trouve trop jeune. C'est finalement Bernadette Lafont, de dix ans son aînée, qui est choisie[1].
- Le tournage s'est déroulé dans l'Hérault (Béziers, Lunel) et dans le Languedoc-Roussillon, du 14 février au 12 avril 1972.
- À noter les apparitions du scénariste Jean-Loup Dabadie (un photographe), de Jean-François Stévenin (le vendeur de journaux) et du réalisateur François Truffaut (un journaliste).
- La musique du film est reprise dans le film Frances Ha.
- La séquence du suicide avec Charles Denner (Arthur) est inspirée de La Pièce maudite (The Brasher Doubloon, 1947) de John Brahm, avec Lloyd Nolan ; l'appareil photo étant remplacé par un film 16 mm.
- On aperçoit dans la loge de Camille Bliss le portrait de Jim déguisé en Mozart vu dans Jules et Jim.
- Il s'agit de la première apparition à l'écran pour André Dussolier et Anne Kreis.